# ريمي ليسسكراويت
ريمي ليسسكراويت (مواليد 6 سبتمبر 1915) هو ملاكم بلجيكي، مثّل بلاده في الألعاب الأولمبية الصيفية 1936.

## روابط خارجية
ريمي ليسسكراويت على موقع بوكس ريك (الإنجليزية) (registration required)
- ريمي ليسسكراويت على موقع أوليمبيديا (الإنجليزية)